# سوزانا فریر
سوزانا گوئنولا زوبیری (انگلیسی: Susana Freyre؛ زادهٔ ۵ سپتامبر ۱۹۲۹) که بیشتر با نام سوزانا فریره شناخته می‌شود بازیگر اهل آرژانتین است.